# Zaitzevia elongata
Zaitzevia elongata is een keversoort uit de familie beekkevers (Elmidae). De wetenschappelijke naam van de soort werd in 1962 gepubliceerd door Nomura.